# 阿勒頓 (伊利諾伊州)
阿勒頓（英語：Allerton）是位於美國伊利諾伊州尚佩恩縣的一個村落。

## 地理
阿勒頓的座標為39°54′46″N 87°56′08″W / 39.91278°N 87.93556°W，而該地最高點為海拔高度214米（即702英尺）。

## 人口
根據2010年美國人口普查的數據，阿勒頓的面積為1.76平方千米，當中陸地面積為1.76平方千米，而水域面積為0.00平方千米。當地共有人口291人，而人口密度為每平方千米165人。